# كريستين غريغوري

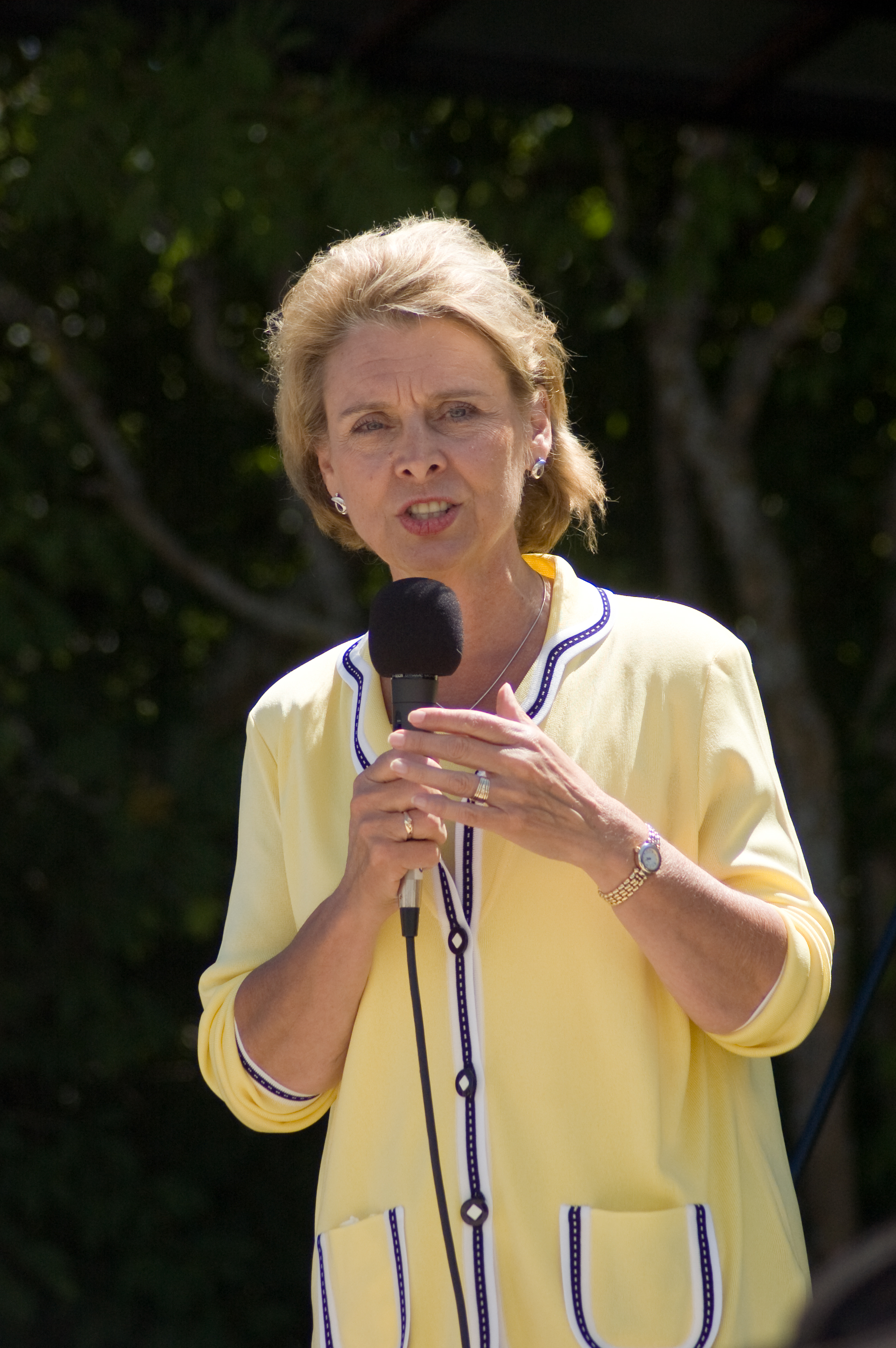
كريستين غريغوري

كريستين غريغوري (من مواليد 24 اذار - مارس من سنة 1947 في ولاية واشنطن) هي سياسية أمريكية تنتمي إلى الحزب الديمقراطي الأمريكي وحاكمة ولاية واشنطن الأمريكية منذ عام 2005 وهي ثاني امراة تتولى منصب حاكم ولاية واشنطن الأمريكية والحاكم 22 للولاية بعد انضمامها إلى الاتحاد الأمريكي. درست كريستين غريغوري في جامعة واشنطن وكذلك في جامعة قونزاقا.